# Luis Enrique Ibáñez
Luis Enrique Ibáñez Santiago (1952) é um físico espanhol. Trabalha com a teoria das cordas.
É professor da Universidade Autônoma de Madrid.

## Obras
- Luis Ibanez, Angel M. Uranga String theory and particle physics. An introduction to string phenomenology, Cambridge University Press 2012